# Black Legion (movimento político)
A Black Legion (Legião Negra) era uma organização terrorista de supremacia branca ativa no meio-oeste dos Estados Unidos durante a Grande Depressão dos anos 1930. Apesar de suas semelhanças com a Ku Klux Klan, a Legião Negra não era descendente direta dessa organização, muitos legionários eram ex-membros ou membros simultâneos da Klan. De acordo com o historiador Rick Perlstein, o FBI estimou seu número de membros "em 135.000, incluindo um grande número de funcionários públicos, possivelmente incluindo o chefe de polícia de Detroit." Em 1936, o grupo era suspeito de ter matado até 50 pessoas, de acordo com a Associated Press, incluindo Charles Poole, um organizador da Works Progress Administration federal. Com base no depoimento no julgamento do assassino de Poole, o promotor do condado de Wayne, Duncan McRae, conduziu uma ampla investigação e processou outros 37 homens suspeitos de assassinatos e agressões da Legião. Todos foram condenados e sentenciados à prisão. Esses casos e a publicidade negativa associada resultaram em um rápido declínio no número de membros da Legião. Os casos inspiraram dois filmes relacionados, um estrelado por Humphrey Bogart e dois episódios de programas de rádio nos EUA de 1936 a 1938.

## Antecedentes
Em 1915, o lançamento do filme de D. W. Griffith, The Birth of a Nation, inspirou um renascimento da Ku Klux Klan (KKK) em Atlanta, Geórgia. Gradualmente, o novo Klan, muitas vezes apelando para os migrantes para as cidades como uma ordem fraternal, estabeleceu novas divisões em todo o país, particularmente em áreas urbanas, incluindo as cidades em rápida mudança do meio-oeste industrial.
Ao longo da década de 1920, cidades como Detroit, Cleveland e Indianápolis foram centros de um aumento no número de membros da Klan e na atividade em divisões locais, em reação às altas taxas de imigração do Leste e do Sul da Europa e da migração interna de negros do sul. Um escândalo sexual na liderança nacional em 1925 e as ações locais de oponentes determinados a desmascarar o sigilo dos membros fizeram com que o número de membros caísse rapidamente no final da década de 1920.
Inicialmente, a Legião Negra fazia parte da Klan. Foi fundada por William Shepard como uma força paramilitar chamada Guarda Negra na década de 1920, na região dos Apalaches do Centro-Leste de Ohio. Sua missão original era proteger os oficiais regionais do KKK. A Legião Negra formou comitês de afiliação por todo Ohio e se expandiu para outras áreas do Meio-Oeste dos Estados Unidos. Um de seus auto-intitulados líderes, Virgil "Bert" Effinger, viveu e trabalhou em Lima, Ohio.
Como o KKK, a Legião Negra era composta em grande parte por homens brancos protestantes da classe trabalhadora nascidos no meio-oeste. Esses homens temiam as rápidas mudanças sociais em andamento e se ressentiam da competição com imigrantes como italianos e judeus e migrantes na economia industrial de grandes cidades como Detroit. Sua lista de inimigos "incluía todos os imigrantes, católicos, judeus e negros, religiões protestantes não tradicionais, sindicatos, cooperativas agrícolas e vários grupos fraternos". Os membros estavam concentrados em Michigan e Ohio.
Os membros da Black Legion criaram uma rede de empregos e influência. Além disso, como um grupo secreto de vigilantes, os membros da Legião operavam em gangues para reforçar sua visão da sociedade, às vezes atacando imigrantes para intimidá-los no trabalho ou para reforçar sua ideia de comportamento moral. Eles geralmente se opunham ao socialismo e à organização sindical. Eles tinham uma reputação de frequente violência contra alegados inimigos, tanto políticos quanto sociais. De 1933 a 1936, havia rumores de que eles eram responsáveis por algumas mortes não resolvidas que haviam sido oficialmente atribuídas a suicídio ou perpetradores desconhecidos.
Em 1931, um dos comitês de afiliação da Legião Negra foi formado em Highland Park, Michigan, por Arthur F. Lupp, Sr. daquela comunidade, que se autodenominou seu major-general. Durante toda e talvez alimentada pela turbulência econômica e social da Grande Depressão, a Legião Negra continuou a se expandir por Michigan até meados da década de 1930, quando seu número estimado de membros atingiu o pico entre 20.000 e 30.000. Em geral, os membros da Legião Negra no estado eram homens protestantes nativos. Um terço de seus membros morava na cidade de Detroit, que também havia sido um forte centro de atividades da KKK na década de 1920. A Legião de Michigan foi organizada em linhas militares, com 5 brigadas, 16 regimentos, 64 batalhões e 256 companhias. Ele se gabava de ter um milhão de membros de Legionários em Michigan, mas os observadores estimaram que tinha entre 20.000 e 30.000 membros. Um terço deles estava localizado em Detroit, com muitos morando em Highland Park.

## Recrutamento
A Legião Negra usou métodos como sequestrar pessoas para se juntarem ao grupo, ameaçando para se juntarem e fazendo-as jurar que não contariam a ninguém. Eles também espancariam os membros se ameaçassem abandonar a legião. A Legião queria figuras esportivas como membros. Estava pensando em recrutar Mickey Cochrane, jogador-técnico do Detroit Tigers.